# Serhij Perchun
Serhij Volodymyrovyč Perchun (in ucraino Сергій Володимирович Перхун?, traslitterazione anglosassone: Serhiy Volodymyrovych Perkhun; Dnipropetrovs'k, 4 settembre 1977 – Mosca, 28 agosto 2001) è stato un calciatore ucraino, di ruolo portiere.

## Biografia
Il 18 agosto 2001, nella partita di campionato contro l'Anzhi Makhachkala, subì un violento scontro di gioco con Budun Budunov. Trasferito in ospedale, morì dopo dieci giorni di coma.

## Palmarès

### Club

#### Competizioni nazionali
- Campionato moldavo: 1

Sheriff Tiraspol: 2000-2001
- Coppa di Moldavia: 1

Sheriff Tiraspol: 2000-2001